# Mormonia lacrymosa
Mormonia lacrymosa är en fjärilsart som beskrevs av Achille Guenée 1852. Mormonia lacrymosa ingår i släktet Mormonia och familjen nattflyn. Inga underarter finns listade i Catalogue of Life.